# بالم سبرينغز (فلم 2020)
بالم سبرينغز (بالإنجليزية: Palm Springs) فيلم كوميدي رومانسي أمريكي لعام 2020 من إخراج ماكس بارباكو وتأليف آندي سيارا، ومن بطولة النجوم آندي سامبرج وكريستين ميليوتي وبيتر غالاغر وجي كاي سيمونز. الفيلم يروي قصة شخصين غريبين التقيا في حفل زفاف في بالم سبرينغز. تم عرض الفيلم لأول مرة في العالم في مهرجان صندانس السينمائي في 26 يناير 2020، وكانت آراء النقاد حول الفيلم إيجابية.

## طاقم التمثيل
- آندي سامبرج: في دور نيلز (صديق ميستي ومحور اهتمام وحب سارة)
- كريستين ميليوتي: في دور سارة وايلدر (أخت العروس تالا)
- جي كي سيمونز: في دور روي (شخص آخر محاصر في نفس الحلقة الزمنية)
- بيتر غالاغر: في دور هوارد وايلدر (والد سارة وتالا)
- ميريديث هاجنر: في دور ميستي (صديقة نيلز وصيفة الشرف لتالا)
- كاميلا مينديز: في دور تالا آن وايلدر (أخت سارة والعروس)
- تايلر هوشلين: في دور أبراهام يوجين ترينت «آبي» شليفن (خطيب تالا)
- كريس بانج: في دور تريفور (مسؤول الزفاف)
- جاكلين أوبرادور: في دور بيا وايلدر (زوجة والد سارة)
- جون سكويب: في دور نانا شليفن (جدة آبي)
- جينا فريدمان: في دور ديزي النادل
- تونجاي تشيريزا: في دور جيري (وصيف)
- ديل ديكي: في دور دارلا
- كونر أومالي: في دور راندي (وصيف)
- كليفورد في. جونسون: في دور كليفورد في. جونسون[5]

## ملخص أحداث الفيلم
يلتقي نيلز (آندي سامبرغ) بسارة (كريستين ميليوتي)، أثناء حضور حفل زفاف في بالم سبرينغز، حيث سارة هي وصيفة الشرف، وبعد أن ينقذها نيلز من نخب كارثي، تنجذب سارة إلى نيلز وعدميته الغريبة، ولكن عندما يتم إحباط محاولتهم المرتجلة بسبب المقاطعة المستمرة، تنضم سارة إلى نيلز في تبني فكرة أن لا شيء مهم حقًا، ويبدأون في إحداث فوضى عاطفية في حفل الزفاف.

## استقبال الفيلم
حقق فيلم «بالم سبرينغز» 164000 دولار من 66 دار عرض في عطلة نهاية الأسبوع الافتتاحية، وتم عرضه في حوالي 30 دار عرض في عطلة نهاية الأسبوع الثانية، وحقق 101000 دولار.
منح موقع الطماطم الفاسدة الفيلم تقييم قدره 94% بناء على آراء 184 ناقد سينمائي، وقال الإجماع النقدي للموقع: «الأداء القوي والتوجيه المؤكد والمفهوم الأصلي المنعش يجعل بالم سبرينغز فيلمًا رومانسيًا يسهل الوقوع في حبه». منح موقع ميتاكريتيك الفيلم تقدير بلغ 83 من أصل 100، استنادًا إلى 41 ناقدًا، مما يشير إلى إشادة عالمية.
منح الناقد دافيد ارليتش الفيلم على موقع «اندي واير» درجة "B" وكتب: «يبدو الفيلم دائمًا أكثر من مجرد كوميديا مفعمة بالحيوية مدتها 90 دقيقة يمكن هضمها. زخم رواية القصص لا يعطي القصة وقتًا للإبطاء»، كما أشاد بالفيلم الكاتب بيتر ديبروج من مجلة «فاراياتي Variety».

## وصلات خارجية
- بالم سبرينغز على موقع IMDb (الإنجليزية)
- بالم سبرينغز على موقع ميتاكريتيك (الإنجليزية)
- بالم سبرينغز على موقع روتن توميتوز (الإنجليزية)
- بالم سبرينغز على موقع ألو سيني (الفرنسية)
- بالم سبرينغز على موقع أول موفي (الإنجليزية)
- بالم سبرينغز على موقع فيلمافينيتي (الإسبانية)
- بالم سبرينغز على موقع قاعدة بيانات الأفلام السويدية (السويدية)
- بالم سبرينغز على موقع قاعدة بيانات الفيلم (الإنجليزية)
- بالم سبرينغز على موقع ليتربوكسد (الإنجليزية)
- بالم سبرينغز على موقع كينوبويسك (الروسية)